# 徐克 (バレーボール)
徐 克（シュ カ、2001年3月1日 - ）は、中国の男子バレーボール選手である。

## 来歴
河北省保定市出身。河北省チームの監督に声をかけられてバレーボールを始める。
2018年、河北省青年チームに入団。17歳のときに、ナショナルチームに選抜された。2020年より、保定沃隶男子バレーボールチームでプレーした。
2023年、V.LEAGUE DIVISION1 MEN（V1男子）の東レアローズに入団した。2023-24シーズン、V1男子の試合に出場し、Vリーグデビューを果たした。
2024年4月4日、第72回黒鷲旗全日本男女選抜バレーボール大会をもって東レアローズを退団すると発表された。退団後は保定沃隶に復帰。

## 所属チーム
- 河北省青年チーム（2018-2020年）
- 保定沃隶男子バレーボールチーム（2020-2023年）
- 東レアローズ（2023-2024年）
- 保定沃隶男子バレーボールチーム（2024年-）